# 泰特萊
泰特萊（Tetley）是英國的一家飲料企業，也是英國和加拿大最大的茶企業及美國第二大茶企業。自2000年開始，泰特萊是印度企業塔塔集團的下屬企業 。約瑟夫·泰特萊及愛德華·泰特萊兄弟自1822年開始在約克郡從事茶葉生意，兩人在1837年創建了自己的公司並在1856年將公司搬到倫敦。

## 外部連結
- Official web site （页面存档备份，存于）